# 9150 Zavolokin
9150 Zavolokin eller 1978 SE1 är en asteroid i huvudbältet som upptäcktes den 27 september 1978 av den ryska astronomen Ljudmila Tjernych vid Krims astrofysiska observatorium på Krim. Den är uppkallad efter musikern Gennadij D. Zavolokin.
Asteroiden har en diameter på ungefär 5 kilometer.